# Пакстонија (Пенсилванија)
Пакстонија (енгл. Paxtonia) насељено је место без административног статуса у америчкој савезној држави Пенсилванија.

## Демографија
По попису из 2010. године број становника је 5.412, што је 158 (3,0%) становника више него 2000. године.
| Група             | 2000.         | 2010.         |
| Белци             | 4.692 (89,3%) | 4.584 (84,7%) |
| Афроамериканци    | 287 (5,5%)    | 335 (6,2%)    |
| Азијати           | 117 (2,2%)    | 210 (3,9%)    |
| Хиспаноамериканци | 93 (1,8%)     | 159 (2,9%)    |
| Укупно            | 5.254         | 5.412         |